# وی-۲ اشنایدر
«وی-۲ اشنایدر» (انگلیسی: V-2 Schneider) ترانه‌ای بی‌کلام از موسیقی‌دان انگلیسی دیوید بویی است که در آلبوم «قهرمانان» (۱۹۷۷) قرار دارد. این ترانه از موسیقی‌دان آلمانی فلورین اشنایدر الهام گرفته شده و نامش نیز برگرفته از خود اوست. اما بسیاری از شنوندگان بریتانیایی گمان می‌کردند که «وی-۲» اشاره‌ای به گونهٔ موشک‌هایی است که ارتش آلمان در طول جنگ جهانی دوم استفاده می‌کرد.
«وی-۲ اشنایدر» به‌دلیل اجرای قطعه‌ای از ساکسوفون غیرعادی به نوازندگی بویی قابل توجه است. او هنگام اجرا ضرب‌آهنگ را اشتباه زد اما آن را ترجیح داد و ترانه را همان‌گونه‌ای که هست حفظ کرد. مجلهٔ موجو در سال ۲۰۱۵ آن را نود و پنجمین قطعهٔ برتر بویی رتبه‌بندی کرد.